# Saint-Zacharie
Saint-Zacharie (okzitanisch Sant Jacariá) ist eine französische Gemeinde mit 5.877 Einwohnern (Stand 1. Januar 2022) im Département Var in der Region Provence-Alpes-Côte d’Azur. Sie gehört zum Kanton Saint-Cyr-sur-Mer im Arrondissement Brignoles.

## Geografie
Saint-Zacharie liegt am Fuß des Massif de la Sainte-Baume. Das Gemeindegebiet gehört zum Regionalen Naturpark Sainte-Baume. Der Ort entstand aus der Vereinigung der drei Dörfer Orgnon, in Richtung Massif de la Sainte-Baume auf dem Hügel gelegen, Canorgue, am Hang des Saint-Clair, und Rastoin, aus dem das heutige Ortszentrum hervorging. Es liegt am Ufer des Flusses Huveaune, in den hier mehrere Seitenbäche einmünden.

## Geschichte
Die Siedlungsgeschichte der Ortschaften reicht bis in die Antike zurück. Archäologische Befunde belegen die Besiedelung in keltisch-ligurischer und römischer Zeit.

## Bevölkerung
Saint-Zacharie hat 5.877 Einwohner (Stand 1. Januar 2022) und gehört damit zu den größeren Gemeinden im Département Var. 1962 wurden 1358 Bewohner gezählt, in den 1960er und 1970er Jahren stieg die Einwohnerzahl nur langsam an. 1975 hatte Saint-Zacharie 1532 Einwohner. Danach wurde ein markantes Wachstum verzeichnet, welches bis heute anhält.
| Jahr | Einwohner |
| ---- | --------- |
| 1962 | 1358      |
| 1968 | 1499      |
| 1975 | 1532      |
| 1982 | 2206      |
| 1990 | 3224      |
| 1999 | 4184      |
| 2006 | 4800      |
| 2018 | 5993      |

## Sehenswürdigkeiten
Die Kirche Saint-Jean-Baptiste aus dem 16./17. Jahrhundert ist seit 1988 als Monument historique eingetragen.
Der Ort ist nicht zuletzt für seine über das gesamte Ortsgebiet verteilten Brunnen und die vielen öffentlich zugänglichen, schattigen und ländlichen kleinen Parks bekannt. Der Park Moulin Blanc wurde 1850 durch den Landschaftsarchitekten Drée für die Familie Saporta eingerichtet.

## Persönlichkeiten
- Joseph Paul Gaimard (1796–1858), Chirurg, Naturforscher, Ichthyologe und Zoologe
- Gaston de Saporta (1823–1895), Paläobotaniker
- Reda Caire (1905–1963), ein in den 1930er Jahren populärer Sänger ägyptischer Herkunft, wurde hier beerdigt.